# Relazione quantitativa struttura-attività
La relazione quantitativa struttura-attività, nota anche come QSAR dall'inglese "Quantitative structure-activity relationship", a cui talvolta ci si riferisce anche mediante il termine relazione quantitativa struttura-proprietà (QSPR), è una relazione matematica che esprime quantitativamente l'attività biologica di un farmaco in funzione di determinate caratteristiche chimico-fisiche o strutturali della molecola (ad esempio polarità, ingombro sterico, differenza di energia tra gli orbitali di frontiera ecc.).
Questo approccio si fonda sul presupposto che il comportamento di una molecola quando si trova a dover oltrepassare una membrana cellulare o a instaurare un legame con uno specifico recettore, è influenzato dalle sue proprietà peculiari che a sua volta differenziano tale comportamento rispetto a quello che può assumere un altro tipo di molecola.
In tal modo, sulla base di modelli elaborati al computer grazie ad appositi software di calcolo, è possibile concepire nuovi farmaci usando metodi ab initio o semiempirici.

## QSAR
Il primo passo per realizzare uno studio della relazione quantitativa struttura-attività consiste nell'identificare una molecola di riferimento (ad esempio uno steroide) e definirne il descrittore molecolare. A questo punto è necessario determinare la funzione matematica che lega l'attività alle singole caratteristiche della molecola e quindi, tramite metodi di calcolo numerico, determinare il valore dei coefficienti che compaiono nella funzione e procedere al calcolo finale.
In questo modo, ad esempio, si riesce a esprimere quantitativamente la tendenza di una molecola a oltrepassare la membrana cellulare senza ricorrere a sperimentazione pratica.

## 3D QSAR
I moderni sviluppi hanno introdotto la possibilità di elaborare modelli tridimensionali di una molecola, rappresentandoli su una griglia di punti. In questo modo, in funzione della posizione {\displaystyle r} in cui si trova un dato frammento della molecola, è possibile esprimere la costante di equilibrio per il legame farmaco-sito di legame calcolando l'energia sterica dovuta all'interazione con regioni molecolari che non presentano cariche, {\displaystyle E_{st}} , e l'energia elettronica derivante da interazioni con cariche parziali, {\displaystyle E_{el}} .  A tale scopo si usa solitamente una sonda atomica rappresentata da un atomo di carbonio ibridato sp3.
La relazione che permette il calcolo della costante di equilibrio è la seguente:
{\displaystyle logK=c_{0}+\sum _{r}\left\{C_{S}(r)E_{st}(r)+C_{E}(r)E_{el}(r)\right\}}
con i rispettivi coefficienti {\displaystyle C(r)} che esprimono il diverso contributo delle due energie in funzione di {\displaystyle r}.
È anche possibile evidenziare graficamente le zone della molecola in cui si ha maggior ingombro sterico e diverso accumulo di carica, potendo in questo modo effettuare delle previsioni sull'effetto provocato dall'aggiunta di particolari gruppi in zone specifiche allo scopo di modificare le proprietà farmacologiche.